# Nördliche Kurzschwanzspitzmaus

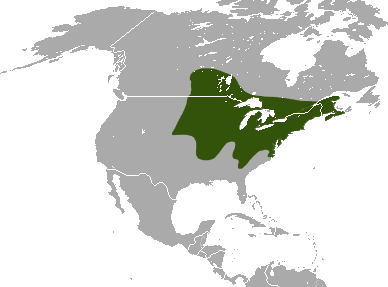
Verbreitungsgebiet der Nördlichen Kurzschwanzspitzmaus

Die Nördliche Kurzschwanzspitzmaus (Blarina brevicauda) ist ein in Nordamerika verbreitetes Säugetier. Bis zur Mitte der 1980er Jahre wurde die Population in verschiedenen Abhandlungen mit der Südlichen Kurzschwanzspitzmaus (Blarina carolinensis) und der Elliot-Kurzschwanzspitzmaus (Blarina hylophaga) zu einer Art zusammengefasst.

## Merkmale
Mit einer Gesamtlänge von 95 bis 126 mm, inklusive eines 17 bis 28 mm langen Schwanzes und mit einem Gewicht von 11 bis 25 g (in Ausnahmefällen etwas schwerer) ist die Art größer und robuster als die Südliche Kurzschwanzspitzmaus. Die Länge der Hinterfüße beträgt 9 bis 20 mm. Wie bei anderen Spitzmäusen sind die Augen winzig und die Schnauze zugespitzt, jedoch nicht so deutlich wie bei Rotzahnspitzmäusen. Das Fell der Oberseite ist schiefergrau und die Unterseite ist von hellerem Fell bedeckt. Bei Exemplaren aus den Feuchtgebieten Virginias kommt eine violette Schattierung vor. Während Jungtiere einen fast schwarzen Schwanz besitzen, sind Schwanz und Füße bei erwachsenen Tieren oberseits dunkelgrau und unterseits heller. Wie bei Rotzahnspitzmäusen ist der Zahnschmelz orangebraun bis kastanienbraun. Bei älteren Exemplaren wird die Farbe aufgrund von Abnutzung bleicher.
Mit den im Fell versteckten Ohren ähnelt die Art Maulwürfen im Erscheinungsbild. Zur Markierung des Reviers hat die Nördliche Kurzschwanzspitzmaus je eine Duftdrüse auf jeder Körperseite sowie eine weitere Drüse auf der Brust oder auf dem Bauch. Diese werden bei Männchen während der Paarungszeit größer. Im Oberkiefer befinden sich auf jeder Seite neben dem Schneidezahn fünf einspitzige Zähne, ein Prämolar und drei molare Zähne. Im Unterkiefer ist zwischen Schneidezahn und Prämolar nur ein einspitziger Zahn vorhanden und die Anzahl der Molaren gleich. Während des Fellwechsels im Februar wird das Fell heller und weniger dicht. Das Winterfell entwickelt sich im Oktober oder November. Weibchen besitzen sechs Zitzen.
Die Nördliche Kurzschwanzspitzmaus setzt für die Jagd auf ihre Beute giftigen Speichel ein (Siehe: Blarina-Toxin), der in Drüsen des Unterkiefers gebildet wird und über eine Rinne in der Außenseite der unteren Schneidezähne in die Bisswunde läuft. Das Gift führt bei kleinen Säugetieren zu Atembeschwerden und kann wirbellose Tiere zur Unbeweglichkeit zwingen, die bei Mehlwürmern fünf Tage dauern kann. Vermutlich dient die Methode zur Vorratsspeicherung.

## Verbreitung
Das Verbreitungsgebiet reicht vom Zentrum Saskatchewans in Kanada südlich bis nach Colorado (USA) und von dieser Linie östlich bis zum Atlantik, wobei im Norden New Brunswick und im Süden North Carolina erreicht werden. Zum sehr variablen Habitat der Art zählen salziges Marschland am Meer und Nadelwälder in Gebirgen. Bevorzugt lebt die Nördliche Kurzschwanzspitzmaus in Laubwäldern mit einer hohen Laubschicht auf dem Boden. Sie hält sich von kahlen Stellen sowie heißen oder zu nassen Plätzen fern.

## Lebensweise
Diese Spitzmaus gräbt oft in der Laubschicht oder im Humus, wo sie unterirdische Nester anlegt, die oft im Schutz von Baumstümpfen oder gefallenen Ästen liegen. Außerhalb der Fortpflanzungszeit lebt jedes Exemplar einzeln. Die überlappenden Reviere sind mit etwa 2,5 Hektar fast doppelt so groß wie bei anderen Spitzmäusen. Die Tunnel des Baus liegen meist 10 Zentimeter unter dem Grund und einzelne Gänge erreichen eine Tiefe von 55 Zentimeter. Die Nördliche Kurzschwanzspitzmaus gräbt mit den Vorderpfoten und schiebt das lose Material mit der Schnauze und den Füßen nach hinten.
Zur Nahrung zählen vorwiegend wirbellose Tiere, wie Insektenlarven, Regenwürmer, Schnecken (inklusive Nacktschnecken) und Doppelfüßer. Im Winter oder wenn die bevorzugte Kost nicht vorhanden ist, werden auch kleine Mäuse, Frösche, Schlangen, Jungvögel oder Babyschildkröten gejagt sowie Pflanzensamen und Pilze gefressen. Die Exemplare verschmähen Kadaver nicht, jedoch ist die Nördliche Kurzschwanzspitzmaus nicht kannibalistisch. Sie benötigt täglich Nahrung, die ihrem eigenen Gewicht entspricht.
Die Fortpflanzungszeit reicht von Februar bis September und die meisten Jungtiere treten im Frühjahr sowie im Spätsommer auf. In dieser Zeit haben Weibchen oft drei oder mehr Würfe. Die drei bis zehn Nachkommen pro Wurf werden nach einer dreiwöchigen Trächtigkeit geboren. Sie werden durchschnittlich nach 25 Tagen entwöhnt und sind nach ein bis zwei Monaten geschlechtsreif. In der Natur werden nur bis zu 11 Prozent einer Generation älter als ein Jahr. Labortiere erreichten ein Alter von 33 Monaten.
Die Tiere sind meist in der Nacht oder am frühen Morgen aktiv, auch wenn sie über den ganzen Tag verteilt Nahrung benötigen. Sie halten keinen Winterschlaf und nutzen in der kalten Jahreszeit oft Vorräte. Außerhalb ihres Baus kann die Nördliche Kurzschwanzspitzmaus auf Steinen klettern und schwimmen. Bei diesen Gelegenheiten wird sie von Eulen, Habichtartigen, Schlangen, Hauskatzen, Skunks, Wieseln, Füchsen, dem Rotluchs oder dem Silberdachs gejagt. Seltene Fressfeinde sind Reiher, Würger oder Vögel der Gattung Quiscalus. Manche Beutegreifer verzehren die Spitzmaus aufgrund ihres intensiven Geruchs nach dem Töten nicht.
Die Nördliche Kurzschwanzspitzmaus nutzt zur Kommunikation Schreie, Pfeiftöne, Zirpen und Klicklaute. Im unwegsamen Gelände erzeugt sie zur Echoortung Laute im Ultraschallbereich zwischen 30 und 55k Hz.

## Verhältnis zu Menschen
Die Art lebt allgemein versteckt und trifft selten auf Menschen. Personen, die gebissen wurden, verspüren nur einen kurzen Schmerz, soweit nur die Haut betroffen ist. Bei tieferen Wunden kann ein brennendes Gefühl und/oder eine mehrtägige Schwellung auftreten.
Für den Bestand der Nördliche Kurzschwanzspitzmaus liegen keine Bedrohungen vor. Im Verbreitungsgebiet liegen mehrere Schutzzonen, so dass die Art von der IUCN als „nicht gefährdet“ (least concern) gelistet wird.